# Вишнопільська сільська рада (Тальнівський район)
Вишно́пільська сільська́ ра́да — адміністративно-територіальна одиниця та орган місцевого самоврядування в Тальнівському районі Черкаської області. Адміністративний центр — село Вишнопіль.

## Загальні відомості
- Населення ради: 1 140 осіб (станом на 2001 рік)

## Населені пункти
Сільській раді були підпорядковані населені пункти:
- с. Вишнопіль

## Склад ради
Рада складалася з 14 депутатів та голови.
- Голова ради: Гудзенко Тетяна Іванівна
- Секретар ради: Жарун Лариса Володимирівна

### Керівний склад попередніх скликань
| Прізвище, ім'я, по батькові | Основні відомості                                                               | Дата обрання | Дата звільнення |
| --------------------------- | ------------------------------------------------------------------------------- | ------------ | --------------- |
| Лисий Володимир Васильович  | Сільський голова, 1955 року народження, член Комуністичної партії України       | 26.03.2006   | 31.10.2010      |
| Гудзенко Тетяна Іванівна    | Сільський голова, 1970 року народження, освіта середня спеціальна, позапартійна | 31.10.2010   |                 |

Примітка: таблиця складена за даними сайту Верховної Ради України

### Депутати
За результатами місцевих виборів 2010 року депутатами ради стали:

#### За суб'єктами висування
| Суб'єкт висування | Кількість обраних депутатів | %    |
| ----------------- | --------------------------- | ---- |
| Самовисування     | 12                          | 85,7 |
| Партія регіонів   | 2                           | 14,3 |

#### За округами
| № округу        | Прізвище, ім'я, по батькові    | Дата визнання обраним | Освіта             | Партійна приналежність                | Відомості про обраного депутата                                                                |
| --------------- | ------------------------------ | --------------------- | ------------------ | ------------------------------------- | ---------------------------------------------------------------------------------------------- |
| Партія регіонів |                                |                       |                    |                                       |                                                                                                |
| 10              | Гаркавий Богдан Миколайович    | 03.11.2010            | вища               | член Партії регіонів                  | ДП «Байс-Агро», механізатор                                                                    |
| 13              | Жарун Лариса Володимирівна     | 03.11.2010            | середня спеціальна | член Партії регіонів                  | Вишнопільська сільська рада, секретар                                                          |
| Самовисування   |                                |                       |                    |                                       |                                                                                                |
| 1               | Ласька Юлія Анатоліївна        | 03.11.2010            | середня спеціальна | позапартійна                          | ТВБВ «Ощадного банку України», касир                                                           |
| 2               | Кірєєва Інесса Дмитрівна       | 03.11.2010            | середня спеціальна | позапартійна                          | Вишнопільська сільська рада, інженер землевпордник                                             |
| 3               | Петренко Тетяна Іванівна       | 03.11.2010            | середня спеціальна | член Партії регіонів                  | пенсіонер                                                                                      |
| 4               | Ключник Василь Володимирович   | 03.11.2010            | середня спеціальна | позапартійний                         | тимчасово не працює                                                                            |
| 5               | Кравченко Людмила Василівна    | 03.11.2010            | середня            | член Партії регіонів                  | Тальнівський територіальний центр по обслуговування населення, соціальний працівник            |
| 6               | Мамалига Оксана Іванівна       | 15.11.2010            | вища               | член Політичної партії «Наша Україна» | Вишнопільська загальноосвітня школа I-III ст., заступник директора з навчально-виховної роботи |
| 7               | Коломієць Іван Васильович      | 03.11.2010            | середня            | позапартійний                         | БМК «Планета міст», м. Київ, слюсар                                                            |
| 8               | Мамалига Вадим Іванович        | 03.11.2010            | середня            | позапартійний                         | підприємець                                                                                    |
| 9               | Войченко Людмила Володимирівна | 03.11.2010            | середня спеціальна | позапартійна                          | Дитячий садок «Вишенька», завідувачка                                                          |
| 11              | Дульська Марина Павлівна       | 03.11.2010            | вища               | позапартійна                          | Вишнопільська загальноосвітня школа, вчитель                                                   |
| 12              | Бойко Оксана Станіславівна     | 03.11.2010            | вища               | член Партії регіонів                  | Тальнівський територіальний центр по обслуговування населення, соціальний працівник            |
| 14              | Жарун Тетяна Миколаївна        | 03.11.2010            | середня            | позапартійна                          | Дитячий садок, кухар                                                                           |